# Kairokonferensen

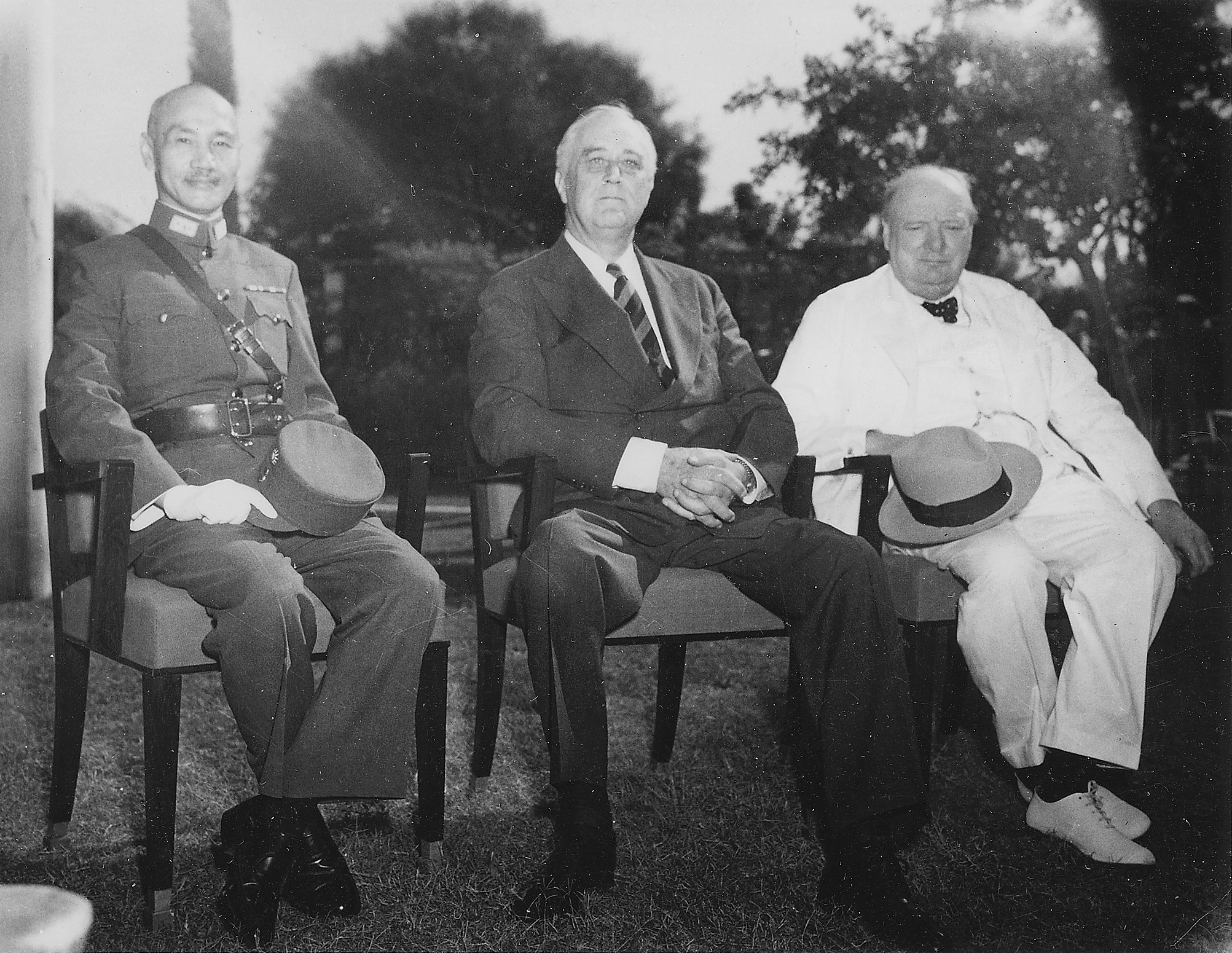
Chiang Kai-shek, Franklin D. Roosevelt och Winston Churchill vid Kairokonferensen, 25 november 1943.

Kairokonferensen (kodnamn Sextant) hölls i Kairo, Egypten den 22–26 november 1943 och behandlade de allierades hållning gentemot Japan under andra världskriget och fattade beslut om efterkrigstidens Asien. I mötet deltog president Franklin D. Roosevelt från USA, premiärminister Winston Churchill från Storbritannien och generalissimus Chiang Kai-shek från Republiken Kina. Sovjetunionens ledare Josef Stalin nekade att delta i konferensen på grund av att Chiang deltog, eftersom detta kunde hota den Sovjet-japanska pakten; år 1943 var Sovjetunionen inte i krig med Japan, vilket Kina, Storbritannien och USA var.
Kairokonferensen hölls vid Alexander Kirks residens, den amerikanska ambassadören i Egypten, nära pyramiderna. Stalin mötte Roosevelt och Churchill två dagar senare i Teheran, Iran för Teherankonferensen.
Kairodeklarationen undertecknades den 27 november 1943 och släpptes i en "Kairokommuniké" via radio den 1 december 1943, i vilken de allierades planer på att fortsätta kriget mot Japan tills landet accepterade en villkorslös kapitulation uppgavs. De tre viktigaste klausulerna i Kairodeklarationen var att "Japan skulle fråntas alla öar i Stilla havet som hon har beslagtagit eller ockuperat sedan början av första världskriget år 1914", "alla territorier Japan har stulit från kineserna, till exempel Manchuriet, Formosa och Pescadorerna, skulle återställas till Republiken Kina", och att "sinom tid skulle Korea bli fritt och självständigt".